# Квятковиці (Лодзинське воєводство)
Квятковиці (пол. Kwiatkowice) — село в Польщі, у гміні Водзеради Ласького повіту Лодзинського воєводства.
Населення — 483 особи (2011).
У 1975-1998 роках село належало до Серадзького воєводства.

## Демографія
Демографічна структура станом на 31 березня 2011 року:
|          | Загалом | Допрацездатний вік | Працездатний вік | Постпрацездатний вік |
| -------- | ------- | ------------------ | ---------------- | -------------------- |
| Чоловіки | 245     | 46                 | 174              | 25                   |
| Жінки    | 238     | 53                 | 130              | 55                   |
| Разом    | 483     | 99                 | 304              | 80                   |